# Đình Phùng (xã)
Đình Phùng là một xã thuộc huyện Bảo Lạc, tỉnh Cao Bằng, Việt Nam.

## Địa lý
Xã Đình Phùng nằm ở phía nam huyện Bảo Lạc, có vị trí địa lý:
- Phía đông giáp huyện Nguyên Bình
- Phía tây giáp xã Sơn Lộ
- Phía nam giáp tỉnh Bắc Kạn và huyện Nguyên Bình
- Phía bắc giáp xã Huy Giáp.

Xã Đình Phùng có diện tích 57,38 km², dân số năm 2019 là 2.949 người, mật độ dân số đạt 51 người/km².
Trên địa bàn xã có một số ngọn núi như Đã Pành, Nhật Bá, Phia Sáng, Sình Dáng, Sù Phùng Đỏ, Tù Cung Bỏ, Vườm Chù Chong. Đình Phùng có sông Neo chảy trên địa bàn và có một số con suối gồm: Bản Chồi, Miỏng, Lũng Quáng, Tát Pà. Quốc lộ 34 chạy qua phía đông xã.

## Hành chính
Xã Đình Phùng được chia thành 10 xóm: Bản Buống, Bản Chồi, Bản Miỏng, Bản Ỏ, Khưa Lốm, Lũng Vài, Nặm Làng, Nặm Pắt, Phiêng Chầu 1, Phiêng Chầu 2.

## Lịch sử
Sau năm 1975, Đình Phùng là một xã thuộc huyện Bảo Lạc.
Đến năm 2019, xã Đình Phùng được chia thành 17 xóm: Bản Bét, Bản Buống, Cốc Thốc, Bản Chồi, Kéo Van, Bản Miỏng, Lũng Quáng, Lũng Vài, Nặm Lìn, Nặm Làng, Nặm Pắt, Bản Ỏ, Phia Khao, Phiêng Chầu 1, Phiêng Chầu 2, Puổi Chang, Khưa Lốm.
Ngày 9 tháng 9 năm 2019, Hội đồng Nhân dân tỉnh Cao Bằng ban hành Nghị quyết số 27/NQ-HĐND về việc:
- Sáp nhập xóm Cốc Thốc vào xóm Nặm Pắt
- Sáp nhập xóm Phia Khao vào xóm Bản Ỏ
- Sáp nhập hai xóm Nặm Lìn và Kéo Van vào xóm Lũng Vài
- Sáp nhập hai xóm Puổi Chang và Lũng Quáng vào xóm Bản Chồi
- Sáp nhập xóm Bản Bét vào xóm Phiêng Chầu 1.